# Hugo (televisão)
Hugo foi um game show interactivo, destinado ao público infanto-juvenil, criado pela empresa dinamarquesa Interactive Television Entertainment, e transmitido no Brasil, em 1995 e 1996, e depois em 1998, na CNT-Gazeta, e em Portugal, entre 1996 e 2000, na RTP, sendo de 1996 a 1998, na RTP2 e, em 1999 e 2000, na RTP1, onde recebeu o nome de Hugo Game. Segundo a própria CNT-Gazeta, este foi o primeiro game interativo da televisão brasileira.
O programa consistia num jogo em que existia uma personagem, o Hugo, que era manipulado via telefone pelos participantes. Durante o jogo, o jogador encontraria bastantes dificuldades para alcançar o objectivo final. Para as superar, este tinha que estar bastante atento. Consoante o desempenho do jogador, ou, o factor de sorte na parte final do jogo, este ganharia ou não, prémios.

## História da Personagem
Hugo, é um duende da floresta, com cerca de 220 anos (uma idade jovem para duendes) que vive com a sua mulher, Hugolina, de 180 anos, e os seus filhos, Rat, Rit e Rut, de idades entre os 20 e 50 anos (os três ainda crianças). Uma bela noite, a Bruxa Maldícia na versão brasileira ou Maldiva na versão portuguesa (Scylla na versão original do jogo), o horrível terror da terra de Hugo, rapta Hugolina e os seus filhos, e fecha-os numa jaula, na sua casa, a Caverna das Caveiras, pois em contacto com duendes jovens, as bruxas também o ficariam.
Então, para Hugo voltar a ter a sua família junto de si, necessita de passar uma série de provas, com bastantes dificuldades, por forma a fazer o caminho até à caverna. Esta pode ser acessível por vários caminhos tais como floresta, montanha, uma pista de neve e até uma linha de comboio, entre outros.
Quando chegado à caverna, este encontrava a sua família na jaula e teria três cordas à sua disposição. Duas das cordas dariam para salvar Hugolina e os filhos, e outra fazia com que Hugo fosse cuspido da caverna sem a família, tendo de repetir a aventura de novo.

## Formato

### Em Portugal
O programa era um game show, um concurso interactivo. A transmissão era diária, de segunda a sexta-feira, por volta das 18 horas, uma hora em que normalmente as crianças já estariam em casa. Existia um apresentador, normalmente jovem, ainda na casa dos 20 anos que, ia falando com os participantes e, explicando o modo de funcionamento do concurso para todo o público. No intervalo entre participações, o apresentador ia "conversando" com o Hugo que, aparecia sempre, mexendo os lábios, num écrã panorâmico instalado a meio do estúdio.
Apenas o apresentador se encontrava no estúdio. Todas as participações eram feitas via telefone, estando o jogador em casa. O jogador também podia "conversar" com o Hugo, via telefone.

#### Vozes
- Hugo - Frederico Trancoso
- Hugulina - Graça Ferreira
- Bruxa Maldiva - Mónica Garcez

### No Brasil
No Brasil, o programa chamava-se Hugo Game e foi exibido em duas oportunidades, ambas durante a parceria entre CNT e Gazeta, no horário das 11h30 e às 13h30. No caso da TV Gazeta de São Paulo, a atração chegava a registrar até 04 pontos de audiência.
Na sua reestreia, na CNT, ele chegou a congestionar as linhas da emissora com cerca de 1 milhão de ligações diárias para o número (041) 342-3038.
Com o sucesso da atração, o programa que já era exibido de segunda a sexta, ganharia uma versão aos domingos, sempre às 17h00.
Após dois anos de sucesso o programa teve algumas mudanças em seu formato, como novos jogos, e a presença virtual do próprio Hugo apresentando o programa ao lado dos apresentadores. Nessa segunda fase, o Hugo Game ganhou também um telejornal com reportagens feitas em todo o país, relacionadas à crianças e adolescentes. As informações eram transmitidas dentro de um formato simples e de forma divertida.

## Regras e Jogabilidade
O jogo consistia em que o Hugo fizesse um determinado caminho em determinadas condições até chegar à Caverna da Caveiras, onde estava a sua família, em cativeiro.

### Inscrição
Existia um limite de idades para os participantes. No primeiro ano, em 1996, o limite oscilava entre os 6 e os 15 anos mas, nos restantes anos foi modificado para entre os 7 e os 16 anos. Para alguém participar, necessitava de se inscrever. Tal inscrição era feita no programa anterior àquele a que se pretendia participar e 30 minutos após o final deste. Para a inscrição ser aceite, o candidato necessitava de fazer um pequeno teste criativo, inventar uma frase sobre um tema qualquer ou, quando o apresentador assim o decidia, um tema à escolha do candidato.
Após o teste, a base de dados gravava o número do participante e, no programa seguinte a produção da RTP telefonava de volta para este, permitindo assim, a sua participação. Houve alguns casos em que foram feitas inscrições mas que, na altura de jogar, ninguém atendeu, o que aí se abria uma inscrição de urgência. Para jogar, era necessário possuir um telefone teclado e com multifrequência activada.

### Jogabilidade
O participante começava com uma pequena conversa com o apresentador. Este explicava as regras do jogo: para o jogo começar, o participante tinha que carregar na tecla 5. O Hugo andava sozinho; o contrôlo incidia sobre as direcções e movimentos que este fazia. Normalmente o código era: tecla 4 para salto à esquerda, tecla 6 para salto à direita, tecla 2 para salto, tecla 8 para agachamento e tecla 0 para consulta de mapa, quando o caminho do jogo tinha várias direcções possíveis. Dependendo do jogo, só estavam disponíveis alguns movimentos.
O jogador tinha que acumular pontos para poder passar à fase final, a caverna. Para tal, este tinha que fazer com que o Hugo tocasse, com qualquer parte do corpo, através dos diversos movimentos, em bolas de ouro presentes no cenário do jogo. Cada bola de ouro valia 10000 pontos, num mínimo de 80000 que eram necessários para entrar na caverna. Porém, quase sempre havia uma bola que era falsa, retirava 20000 pontos aos conseguidos até então, e uma bola polivalente, adicionava 30000 pontos, em vez dos habituais 10000. Quando se apanhava uma bola vulgar, ouvia-se um som parecido com moedas a tilintar; quando se apanhava a bola falsa, ouvia-se um riso de bruxa, semelhante ao riso que a bruxa Maldiva fazia quando Hugo não conseguia salvar a família; e quando se apanhava a bola polivalente, ouvia-se o som da bola normal, acompanhado de cordas.
Existiam bastante armadilhas durante cada jogo. O jogador tinha 3 oportunidades para cair nas armadilhas e poder continuar o jogo. Por cada armadilha, o jogador perdia 10000 pontos. Porém, em certos jogos havia armadilhas que, apanhadas à primeira, terminavam logo o jogo.
Na caverna, existiam 3 opções que decidiam o final do jogo. Tais opções eram representadas por cordas no cenário do jogo. Duas delas, permitiam que a família de Hugo saísse do cativeiro e, consequentemente, que o jogador ganhasse o jogo. Uma delas, triplicava a pontuação conseguida até então, e outra apenas a dobrava. Uma terceira corda, fazia com que Hugo fosse projectado para fora da caverna, não salvando a família, e o jogador perdia toda a pontuação conseguida ao longo do jogo.

### Classificação
Ao todo, havia 4 participações por emissão. No final de cada emissão era feito um ranking das participações, consoante as pontuações ganhas. Caso houvesse empate, contava a ordem de participação.
Existia um lote de prémios que, iam desde roupa e acessórios do Hugo, passando por uma consola PlayStation 2, havendo também um computador com o sistema operativo mais avançado da época e também um curso na Futurekids. Todos os concorrentes ganhavam uma parte do lote, consoante a classificação que obtinham. O primeiro lugar, obtinha todo o lote, sendo que o segundo, apenas não obtinha o computador e o curso, e os restantes obtinham apenas roupa e acessórios.
Mais tarde, aquando do lançamento dos jogos do Hugo em CD-ROM e para a PlayStation 2, todos os participantes, desde o 1º ao 5º, ganhavam também um exemplar, compatível com os dois equipamentos.

## Informações técnicas

### Equipa

#### No Brasil
No Brasil, a Herbert Richers foi a responsável pela dublagem. A voz do personagem foi dublada por Orlando Viggiani. Algumas frases clássicas na versão brasileira eram: